# (2969) Mikula
(2969) Mikula es un asteroide perteneciente al cinturón de asteroides, descubierto el 5 de septiembre de 1978 por Nikolái Stepánovich Chernyj desde el Observatorio Astrofísico de Crimea (República de Crimea).

## Designación y nombre
Designado provisionalmente como 1978 RU1. Fue nombrado Mikula en homenaje al héroe eslavo Mikula Selianínovich.